# Jean-Achille Benouville

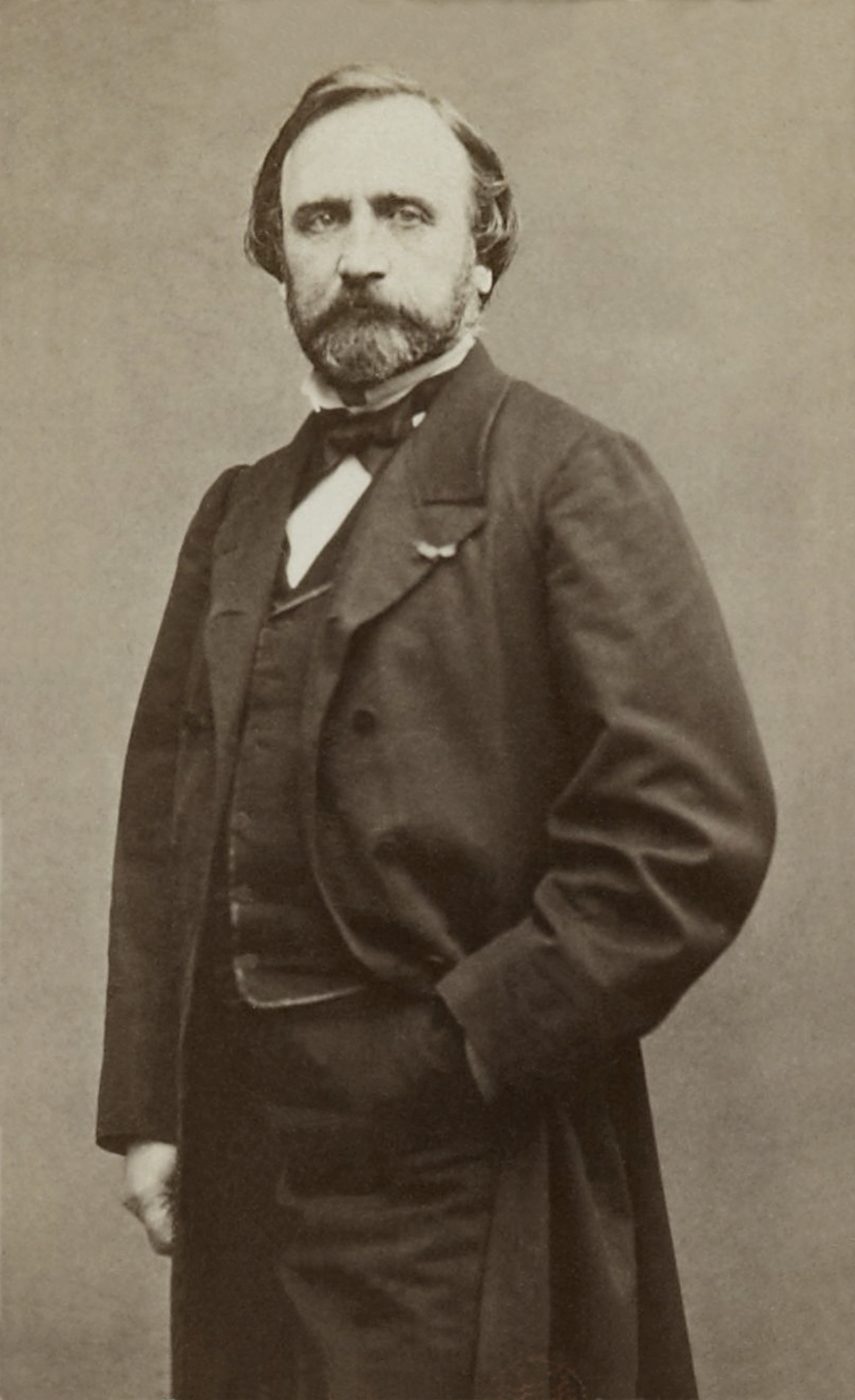
Achille Benouville, Étienne Carjat, 1864

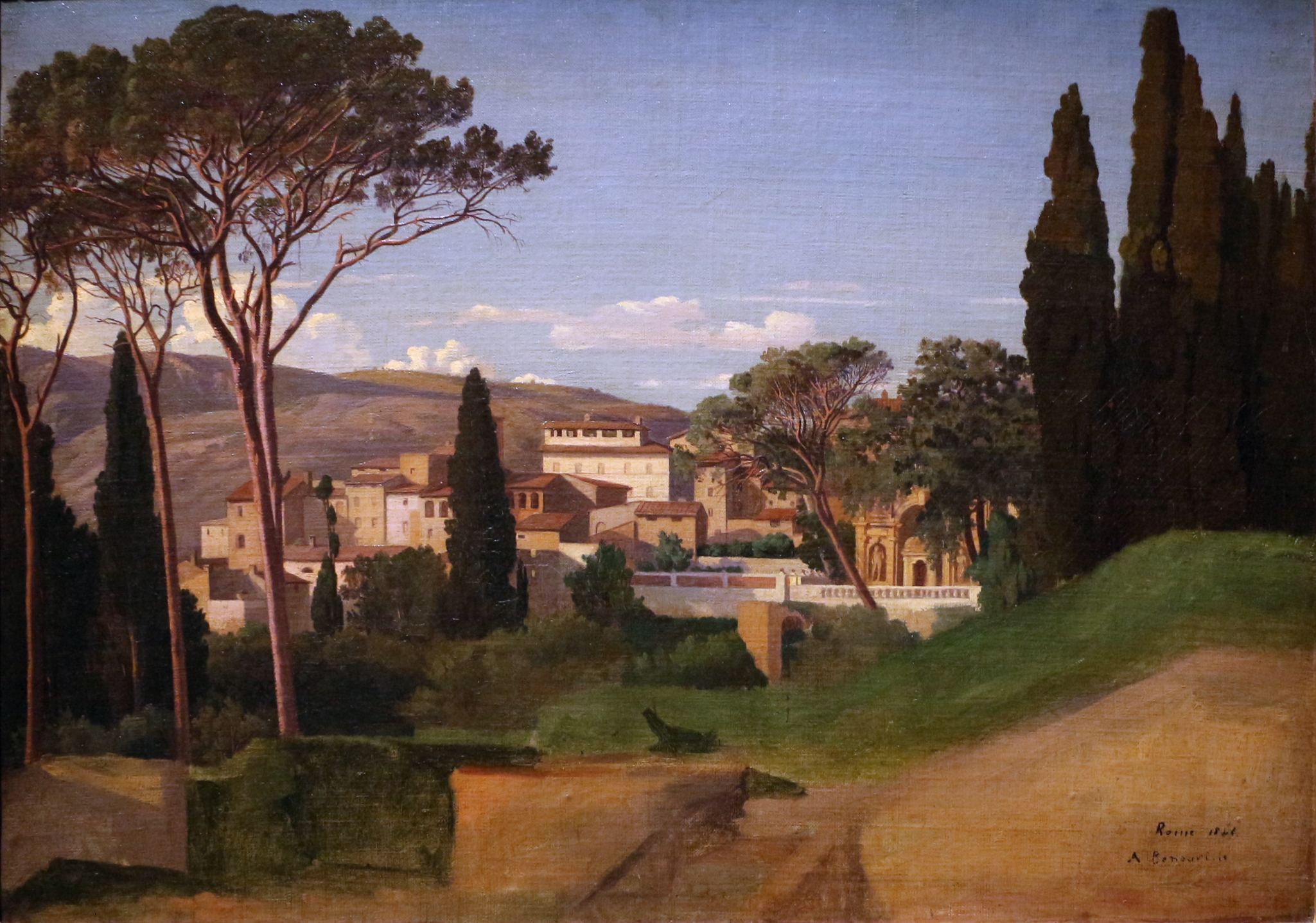
Blick auf eine römische Villa, 1844, Musée d’Orsay

Jean-Achille Benouville (* 15. Juli 1815 in Paris; † 8. Februar 1891 ebenda) war ein französischer Maler.

## Leben
Jean-Achille Benouville war zunächst Schüler des Historienmalers François-Édouard Picot, bevor er sich 1837 an der École des Beaux-Arts einschrieb. Ebenso wie sein Bruder Léon Benouville (1821–1859) erhielt er 1845 den Prix de Rome. Bereits seit 1834 stellte er seine Arbeiten regelmäßig im Pariser Salon aus. Ab 1838 reiste er mehrfach nach Italien und lebte 1843 einige Monate in Rom, wo er mit Camille Corot zusammen arbeitete. 1863 wurde er zum Ritter der Ehrenlegion ernannt. Im Anschluss an ein vierjähriges Stipendium an der Villa Medici blieb er bis 1871 erneut in Rom und kehrte schließlich nach Paris zurück. Später unternahm er Reisen nach Südfrankreich und 1875 in die Niederlande.
Benouville war vor allem ein Landschaftsmaler, stellte aber auch Personen der italienischen Landbevölkerung in seinen Werken dar. Während seine frühen Landschaftsbilder mit Motiven der Pariser Umgebung eher von Camille Corot beeinflusst sind, stehen seine späteren italienischen Landschaften in der Tradition eines Claude Lorrain. Neben den Öl-Gemälden kommt auch seinen Gouachen und Aquarellen (ab 1844) Bedeutung zu. Selten fertigte er Radierungen und Lithografien an.
Seine Söhne Pierre Louis Benouville (1852–1889) und Léon Benouville (1860–1903) waren bedeutende Architekten.
Seine Gemälde befinden sich heute im Besitz des Pariser Musée d’Orsay, des Musée de Beaux-Arts in Rennes sowie der amerikanischen Museen  Cleveland Museum of Art, Dallas Museum of Art, des Bostoner Museum of Fine Arts sowie des New Yorker Dahesh Museums. Der Louvre besitzt zahlreiche seiner Grafiken.
Auf dem Kunstmarkt werden bis zu 38.000 US-Dollar für seine Ölgemälde bezahlt.

## Fotos

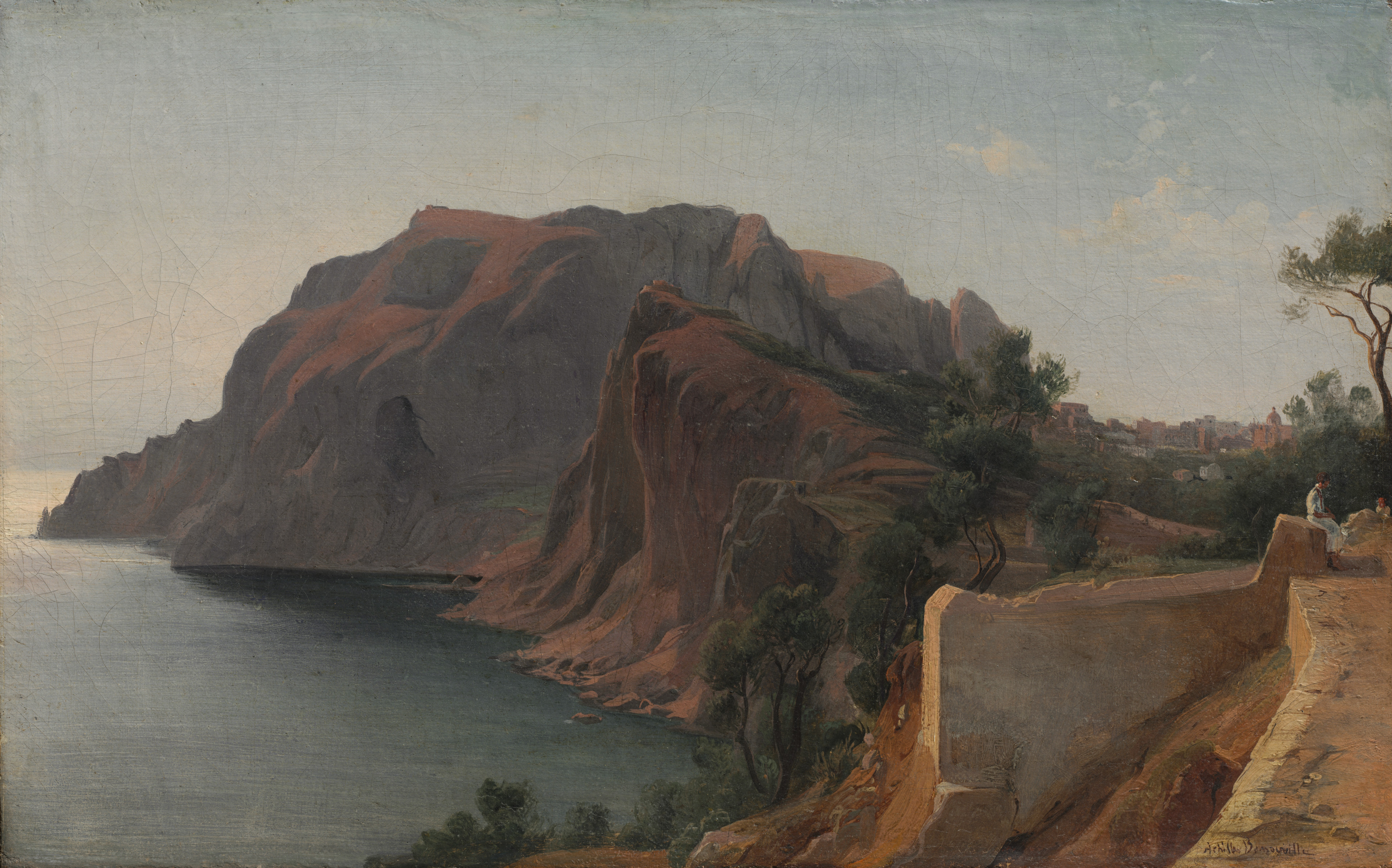
Capri
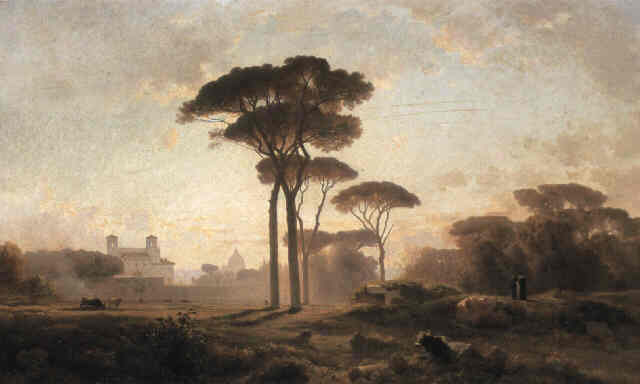
Villa Medici, Rom
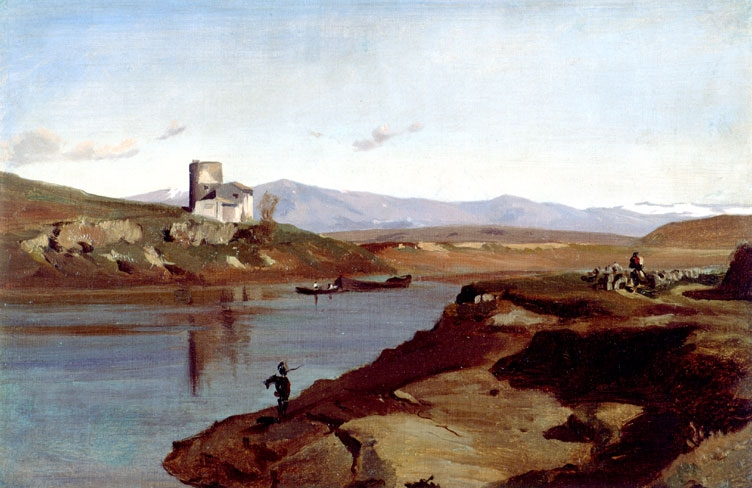
Italienische Landschaft
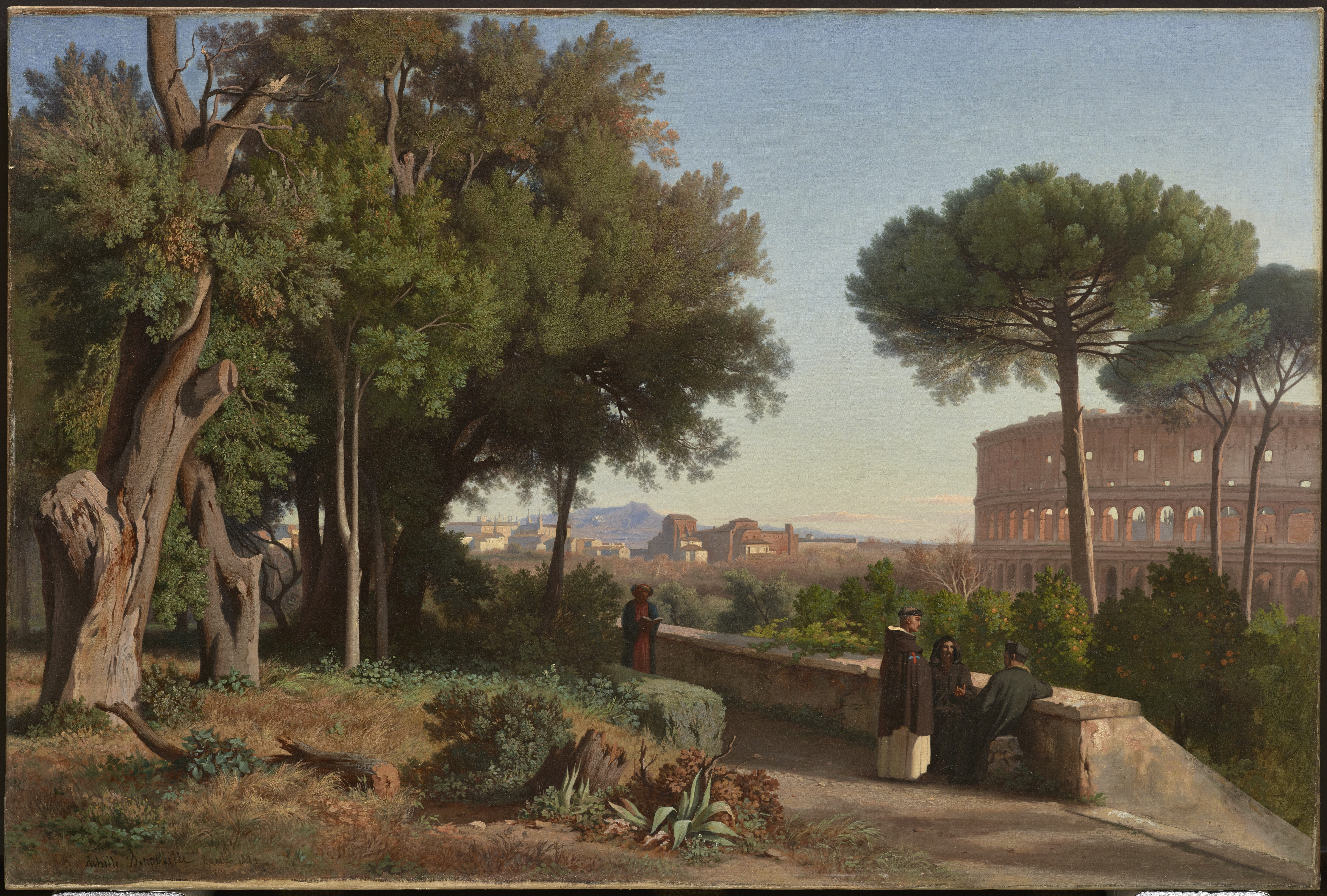
Blick auf das Kolosseum vom Palatinhügel